# کنج صبوری
کنج صبوری یک آلبوم موسیقی سنتی ایرانی است به آهنگسازی پرویز مشکاتیان، با صدای علی رستمیان و همخوانی سپیده رئیس سادات. این اثر توسط گروه عارف به سرپرستی مشکاتیان و در تابستان سال ۱۳۷۹ اجرا شده و دارای ۱۴ قطعه است. ناشر آن مؤسسه فرهنگی هنری چهارباغ بانگ می‌باشد.
در این آلبوم از اشعار مولوی، حافظ، بابا طاهر، بیژن ترقی و هوشنگ ابتهاج استفاده شده‌است.
این اثر جزو اولین آلبوم‌هایی بود که بعد از انقلاب اسلامی با صدای یک زن منتشر شد.

## فهرست آهنگ‌ها
| ردیف | آهنگ                      |
| ۱    | انتظار و تصنیف ای عاشقان  |
| ۲    | سه تار و آواز             |
| ۳    | چهارمضراب نهیب            |
| ۴    | نی و آواز                 |
| ۵    | چهارمضراب دلکش            |
| ۶    | تصنیف مه رو               |
| ۷    | تصنیف بیا تا گل برافشانیم |
| ۸    | چهارمضراب                 |
| ۹    | سنتور و آواز              |
| ۱۰   | تصنیف سوختگان             |
| ۱۱   | تکنوازی سه تار            |
| ۱۲   | تصنیف یار بیگانه (دل شکن) |
| ۱۳   | رنگ دشتی                  |
| ۱۴   | تصنیف کنج صبوری           |